# Hélène Cixous
Hélène Cixous (Oran, 5 juli 1937) is een Frans feministisch auteur, dichter, professor, filosoof, literair criticus en historicus. In 2009 kreeg Cixous een eredoctoraat van University College London. In 2014 ontving ze de Prix de la langue française.

## Biografie
Hélène Cixous is geboren in Algerije. Ze heeft een Duitse, Asjkenazisch-Joodse moeder en een Algerijnse, Sefardisch-Joodse vader. In 1957 kreeg ze haar agrégation in Engels en in 1968 werd ze doctorandus in de letterkunde aan de Faculté des lettres de Paris.
Ze richtte zich toen vooral op Engelse literatuur en de werken van James Joyce. In 1969 publiceerde Cixous L'Exil de James Joyce ou l'Art du remplacement, het jaar daarop Dedans, een gedeeltelijk autobiografische roman. Cixous kreeg voor Dedans de Prix Médicis. Ze is een professor op de universiteit van Parijs, waar ze een centrum voor vrouwenstudies, de eerste in Europa, oprichtte. Ze publiceerde veel, waaronder drieëntwintig gedichtenbundels, zes essays, vijf toneelstukken en veel invloedrijke artikelen. Hélène Cixous’ werk wordt vaak gezien als deconstructief. 
Samen met Luce Irigaray en Julia Kristeva, wordt Hélène Cixous gezien als een van de moeders van de post-structuralistische feministische theorie. Sinds de jaren 90 hebben ze samen grote invloed gehad op het Franse feminisme en de feministische psychoanalyse. 
In de jaren 70 begon Hélène Cixous te schrijven over de relatie tussen sekse en taal. Zoals andere post-structuralistische feministische theoretici, meende ze dat onze sekse onlosmakelijk verbonden is met de manier waarop we communiceren in de samenleving. In 1975 publiceerde Cixous haar meest invloedrijke artikel: Le rire de la Méduse.

## Invloed op het werk van Hélène Cixous
Door de grote verscheidenheid van interesses en belangen, haalt Hélène Cixous haar ideeën uit verschillende academische gebieden. Enkele van de meest opvallende invloeden op haar werk zijn Jacques Derrida, Sigmund Freud en Jacques Lacan. 

### Jacques Derrida
Jacques Derrida en Hélène Cixous, tijdgenoten, levenslange vrienden en intellectuelen. Beide groeiden op als Franse Joden in Algerije. 
In zijn theorie van het deconstructisme gebruikt Derrida de term logocentrisch. Het logocentrisme beschouwt de taal als een hiërarchisch systeem waarin aan het gesproken woord meer waarde gehecht wordt dan aan het geschreven woord (in de westerse cultuur). Het idee van binaire oppositie (denken in tegenstellingen) is van essentieel belang voor Cixous’ visie op taal.
Hélène Cixous en Luce Irigaray combineren Derrida’s logocentrisch idee met Lacans symboliek, en creëerden de term fallocentrisch. Deze term is gericht op Derrida’s sociale structuur van meningsuiting en de binaire oppositie als het centrum van referentie voor de taal, met daarin de man (of mannelijkheid) centraal en de vrouw als een man met een gebrek. ( niet A vs. B, maar, eerder A vs. ¬A (niet-A)

### Sigmund Freud
De oorspronkelijke ideeën van de psychoanalyticus Sigmund Freud dienen als basis voor een aantal bijzondere kritische argumenten van Cixous over de ontwikkelingspsychologie. We hebben het dan over Freuds analyse van rolpatronen en seksuele identiteit met aparte paden voor jongens en meisjes door middel van het oedipuscomplex. (Het kind ontwikkelt een voorkeur voor de tegengeslachtelijke ouder en treedt in het conflict met de gelijkgeslachtelijke ouder. Maar het kind beseft al vlug dat dit conflict niet gewonnen kan worden en zal zich gaan identificeren met de gelijkgeslachtelijke ouder en diens normen en waarden overnemen.)

### Jacques Lacan
Lacan is van mening dat er een diepe kloof gaapt tussen de “symboliek” (taal) en het onbewuste. Die splitsing zal leiden tot een kloof tussen de taal (symboliek) en de emoties (op het onbewuste niveau). We zijn volgens Lacan voortdurend op zoek naar een manier om die kloof te overbruggen. Bij vrouwen zal die kloof groter zijn dan bij mannen, omdat het voor vrouwen nog moeilijker is om zichzelf te zijn in een fallocentrische wereld.

## De Bibliothèque Nationale de France
Nadat Hélène Cixous al haar manuscripten (tot heden) doneerde, is er in 2000 een collectie op haar naam gemaakt in de Bibliothèque nationale de France. Vervolgens heeft Cixous aan de tentoonstelling “Brouillons d'écrivains” deelgenomen, die plaatsvond in de Bibliothèque Nationale de France in 2001.
In 2003 hield de Bibliothèque Nationale de France een conferentie “Genèses Généalogies Genres: Autour de l'oeuvre d'Hélène Cixous”. De sprekers waren onder anderen Mireille Calle-Gruber, Marie Odile Germain, Jacques Derrida, Annie Leclerc, Ariane Mnouchkine, Ginette Michaud, en Hélène Cixous zelf.

## Grote werken

### Le Rire de la Méduse
Le Rire de la Méduse is voor het eerst gepubliceerd in het Frans, in 1975. Een jaar later, in 1976 is het boek vertaald in het Engels. Een Nederlandse vertaling (De lach van de Medusa) verscheen in 1986 in het tijdschrift Saffraan. 
Cixous geeft haar vrouwelijke lezers een ultimatum. Ze kunnen het werk lezen en kiezen om gevangen te zijn in hun eigen lichaam door een taal die ervoor zorgt dat ze zichzelf niet kunnen uiten, of ze kunnen hun lichaam gebruiken om te communiceren.
Le Rire de la Méduse is een uiterst literair essay en bekend als een aansporing tot een “vrouwelijke manier” van schrijven. De woorden “witte inkt” en “écriture féminine” worden vaak gebruikt, verwijzend naar gewenste nieuwe manier van schrijven. Het is een scherpe kritiek op het logocentrisme en fallocentrisme, dat veel gemeen heeft met Jacques Derrida's gedachten hierover. 
Het essay roept tevens op tot een erkenning van de universele biseksualiteit en polymorfe perversiteit en verwerpt snel vele soorten van essentialisme die, in die tijd, nog steeds gebruikelijk was in het Anglo-Amerikaanse feminisme. Door een breed scala aan literaire toespelingen, is het essay een goed voorbeeld van Hélène Cixous’ rijkelijk intertekstuele schrijfstijl.

### Fictie
- Le Prénom de Dieu, Grasset, 1967.
- Dedans, Grasset, 1969.
- Le Troisième Corps, Grasset, 1970.
- Les Commencements, Grasset, 1970.
- Un vrai jardin, L'Herne, 1971.
- Neutre, Grasset, 1972.
- Tombe, Le Seuil, 1973.
- Portrait du Soleil, Denoël, 1973.
- Révolutions pour plus d'un Faust, Le Seuil, 1975.
- Souffles, Des femmes, 1975.
- La, Gallimard, 1976.
- Partie, Des femmes, 1976.
- Angst, Des femmes, 1977.
- Préparatifs de noces au-delà de l'abîme, Des femmes, 1978.
- Vivre l'orange, Des femmes, 1979.
- Ananké, Des femmes, 1979.
- Illa, Des femmes, 1980.
- With ou l'Art de l'innocence, Des femmes, 1981.
- Limonade tout était si infini, Des femmes, 1982.
- Le Livre de Promethea, Gallimard, 1983.
- La Bataille d'Arcachon, Laval, Quebec, 1986.
- Manne, Des femmes, 1988.
- Jours de l'an, Des femmes, 1990.
- L'Ange au secret, Des femmes, 1991.
- Déluge, Des femmes, 1992.
- Beethoven à jamais, ou l'éxistence de Dieu, Des femmes, 1993.
- La Fiancée juive, Des femmes, 1997.
- Les lettres de mon père, Des femmes, 1997.
- Voiles (met Jacques Derrida), Galilée, 1998.
- Osnabrück, Des femmes, 1999.
- Les Rêveries de la femme sauvage. Scènes primitives, Galilée, 2000.
- Le Jour où je n'étais pas là, Galilée, 2000.
- Benjamin à Montaigne. Il ne faut pas le dire, Galilée, 2001.
- Lettres de la préhistoire, Galilée, 2002.
- Rêve je te dis, Galilée, 2003.
- L'Amour du loup et autres remords, Galilée, 2003.
- Tours promises, Galilée, 2004.
- L'amour même dans la boîte aux lettres, Galilée, 2005.
- Hyperrêve, Galilée, 2006.

### Theaterstukken
- La Pupille, Cahiers Renaud-Barrault, Gallimard, 1971.
- Portrait de Dora, Des femmes, 1976.
- Le Nom d'Oedipe. Chant du corps interdit, Des femmes, 1978.
- La Prise de l'école de Madhubaï, Avant-scène du Théâtre, 1984.
- L'Histoire terrible mais inachevée de Norodom Sihanouk, roi du Cambodge, Théâtre du Soleil, 1985.
- Théâtre, Des femmes, 1986.
- L'Indiade, ou l'Inde de leurs rêves, Théâtre du Soleil, 1987.
- On ne part pas, on ne revient pas, Des femmes, 1991.
- Les Euménides d'Eschyle (traduction), Théâtre du Soleil, 1992.
- L'Histoire (qu'on ne connaîtra jamais), Des femmes, 1994.
- La Ville parjure ou le Réveil des Érinyes, Théâtre du Soleil, 1994.
- Tambours sur la digue, Théâtre du Soleil, 1999.
- Rouen, la Trentième Nuit de Mai '31, Galilée, 2001.

### Essays
- L'Exil de James Joyce ou l'Art du remplacement (doctoraal), Grasset, 1969.
- Prénoms de personne, Le Seuil, 1974.
- Un K. Incompréhensible: Pierre Goldman, Christian Bourgois, 1975.
- La Jeune Née, 'met Catherine Clément, 10/18, 1975.
- La Venue à l'écriture, met Madeleine Gagnon and Annie Leclerc, 10/18, 1977.
- Entre l'écriture, Des femmes, 1986.
- L'Heure de Clarice Lispector, Des femmes, 1989.
- Photos de racines, met Mireille Calle-Gruber, Des femmes, 1994.
- Portrait de Jacques Derrida en Jeune Saint Juif, Galilée, 2001.
- Rencontre terrestre, met Frédéric-Yves Jeannet, Galilée, 2005.
- Le Tablier de Simon Hantaï, 2005.
- Insister. À Jacques Derrida, Galilée, 2006.

### In het Nederlands vertaald
- Station Osnabrück naar Jeruzalem, vert. Désirée Schyns (Amsterdam: Octavo, 2022). ISBN 9789490334338
- De naam van Oidipous. Zang van het verboden lichaam. Vert. door Agaath Witteman. Amsterdam, International Theatre Bookshop, 1987. ISBN 90-6403-153-3
- De verschrikkelijke maar nog onvoltooide geschiedenis van Norodom Sihanouk, koning van Cambodja.Vert. Pieter Kottman. Amsterdam,  International Theatre Bookshop, 1986. (2 dln.). ISBN 90-6403-138-X
- Portret van Dora. Vert. José Kuijpers. SUA, Amsterdam, 1983. ISBN 90-6222-095-9

- Bibsys: 90097072
- Biblioteca Nacional de España: XX889008
- Bibliothèque nationale de France: cb11896891b (data)
- Catàleg d'autoritats de noms i títols de Catalunya: 981058519884306706
- CiNii: DA01787006
- Gemeinsame Normdatei: 118871269
- International Standard Name Identifier: 0000 0001 2279 6490
- Library of Congress Control Number: n50041874
- Nationale Bibliotheek van Letland: 000021790
- Bibliotheek van het Japanse parlement: 00436040
- Nationale Bibliotheek van Tsjechië: jn20011018132
- Nationale bibliotheek van Australië: 35028472
- Nationale Bibliotheek van Israël: 987007259596605171
- Nationale Bibliotheek van Polen: a0000002754305
- Nationale en Universitaire bibliotheek Zagreb: 000043865
- Nederlandse Thesaurus van Auteursnamen: 06840719X
- Istituto Centrale per il Catalogo Unico: LO1V021620
- LIBRIS: 182826
- SNAC: w6g202s0
- Système universitaire de documentation: 026789671
- Trove: 801816
- Union List of Artist Names: 500344876
- Virtual International Authority File: 49223428
- WorldCat: E39PBJtrXGrVv9GKF9KwJYbWXd